# 費爾特 (愛達荷州)
費爾特（英語：Felt）是位於美國愛達荷州提頓縣的一個非建制地區。該地的面積和人口皆未知。

## 地理
費爾特的座標為43°52′23″N 111°11′05″W / 43.87306°N 111.18472°W，而該地的平均海拔高度為1840米（即6037英尺）。